# Helicopsyche sinuata
Helicopsyche sinuata is een schietmot uit de familie Helicopsychidae. De soort komt voor in het Neotropisch en het Nearctisch gebied.